# 木頭村
木頭村（きとうそん）は、徳島県那賀郡にあった村。徳島県の南西部、高知県との県境に位置する。
2005年（平成17年）3月1日、那賀郡の3町2村による合併で、現在は那賀町の一部となる。
名産の木頭ゆず（地理的表示登録）、木頭杉で知られ、秋には高の瀬峡の紅葉が見頃となる。また、木頭杉を使った木頭杉一本乗りの大会が8月に開催され、県内外からの参加者が詰めかける。

## 地理
徳島県の南西部、高知県との県境に位置する。中央に那賀川が位置し、国道195号が東西に横断している。
- 山：次郎笈、甚吉森
- 河川：那賀川、出原谷川、折宇谷川、久井谷川、栩谷川、船谷川

## 歴史
- 1889年（明治22年）10月1日 - 自然村の海部郡南宇村・折宇村・北川村・西宇村が合併、町村制を施行し、行政村の海部郡奥木頭村成立。
- 1911年（明治44年）10月1日 - 海部郡上木頭村のうち大字和無田・大字出原を編入。
- 1933年（昭和8年）1月1日 - 木頭村に改称。
- 1951年（昭和26年）1月1日 - 海部郡から那賀郡に所属変更。
- 1957年（昭和32年）1月1日 - 那賀郡木頭村（第1次）・上木頭村（大字助のみ）が合併し、木頭村（第2次）が発足。
- 2005年（平成17年）3月1日 - 郡内鷲敷町・相生町・上那賀町・木沢村と合併して木頭村は消滅。同域に那賀町を新設。

## 行政

### 歴代村長
- 福井貫一（1917年生まれ - 2014年2月1日死去）
- 榊野誠（1924年生まれ - 2014年12月20日死去）
- 走川輝一
- 藤田恵
- 伊藤英志

## 経済

### 産業
- 主な産業は農業および林業である。
- 2000年時点の産業人口は総数932人、農業142人、林業56人などとなっている。

### 地域通貨
木頭村では村おこしのための地域通貨として2002年（平成14年）8月からゆーずが使用されている。ゆーずは（おそらく世界で唯一の）「柚子（ユズ）本位制地域通貨」であり、紙幣式とスタンプ式が存在している。流通範囲は「株式会社きとうむら」を中心とした「ゆーず」協力店などに限られているが、ゆーず使用体験ツアーなども企画されるなど村おこしに役立っている。

## 気候
- 1976年（昭和51年）9月11日、日降水量1,114mmを記録し、2004年（平成16年）8月1日上那賀町海川で1,317mmを記録するまで日降水量日本一を誇った多雨地帯。

## 教育

### 高等学校
- 徳島県立那賀高等学校木頭分校（2005年3月31日閉校）

### 中学校
- 木頭村立木頭中学校
- 木頭村立北川中学校（1982年廃校）

### 小学校
- 木頭村立北川小学校
- 木頭村立木頭小学校

### 幼稚園
- 木頭村立北川幼稚園

## 交通
木頭村の交通は主に国道193号、スーパー林道および林道、農道などの道路による。域外へはさらに国道195号などを通り、自動車では徳島市から約2時間半、高知市から約2時間である。林道や農道は区間によっては落石が多発しているので通行には注意が必要である。

### 鉄道
村内を鉄道路線は通っていない。最寄り駅は、JR牟岐線阿波海南駅。

### 道路
- 一般国道
  - 国道193号

## 観光地
- 未来コンビニ
- 瑞傳寺
- 美那川キャンプ村（4月20日 - 9月30日）
- 高の瀬峡（秋の紅葉）
- 天霧の滝
- 木頭杉一本乗り（講習会：6月 、大会：7月）
- 木頭おどり（8月16日）
- アメゴ漁（解禁：3月1日）
- アユ漁（解禁：7月1日）